# 三溴化铑
三溴化铑是一种铑的无机化合物，化学式为RhBr3。

## 制备
金属铑和溴蒸汽在300℃反应，可以得到无水三溴化铑，产物不溶于水：
2 Rh + 3 Br2 → 2 RhBr3
如果用溴和氢溴酸的混合物处理海绵铑，则产生可溶性的二水合三溴化铑。

## 性质
三溴化铑是红棕色晶体。